# أرییه إلیاف
أرييه «وفا» إلياف ((بالعبرية: אריה "לובה" אליאב)، 21 نوفمبر 1921 30 - مايو 2010)، كان أحد السياسيين الإسرائيليين. شغل منصب عضو الكنيست لعدة فصائل في ثلاث فترات بين عامي 1965 و1992.

## وصلات خارجية
- أرییه إلیاف على الموقع الإلكتروني للكنيست